# Новоіванівський (ботанічна пам'ятка природи)
Новоіванівський — ботанічна пам'ятка природи місцевого значення. Об'єкт розташований на території Арцизького району Одеської області, с. Нова Іванівка, Новоіванівське лісництво.
Площа — 2 га, статус отриманий у 1993 році.